# Los Cascabeles
Los Cascabeles är en ort i Mexiko.   Den ligger i kommunen Pichucalco och delstaten Chiapas, i den sydöstra delen av landet, 700 km öster om huvudstaden Mexico City. Los Cascabeles ligger 50 meter över havet och antalet invånare är 122.
Terrängen runt Los Cascabeles är huvudsakligen kuperad, men den allra närmaste omgivningen är platt. Los Cascabeles ligger nere i en dal. Runt Los Cascabeles är det ganska tätbefolkat, med 67 invånare per kvadratkilometer. Närmaste större samhälle är Teapa, 19,2 km nordost om Los Cascabeles. Trakten runt Los Cascabeles består till största delen av jordbruksmark.